# Ztracená čest Kateřiny Blumové
Ztracená čest Kateřiny Blumové aneb Jak vzniká násilí a kam může vést (německy Die verlorene Ehre der Katharina Blum oder Wie Gewalt entstehen und wohin sie führen kann) je román, který roku 1974 napsal německý spisovatel Heinrich Böll.

## Děj
Děj se odehrává o karnevalu roku 1974. Mladá rozvedená pomocnice v domácnosti Kateřina Blumová je pozvána svou kmotrou Elsou Woltersheimovou na karnevalovou party. Zde se seznámí Ludvíkem Göttenem. Ačkoli se vidí poprvé v životě, pozve si ho Kateřina na noc domů, což je všem nanejvýš podivné, protože Kateřina je známa svou nedůvěřivostí.
Ludvík je ale hledaný policií za bankovní loupež a činžovní dům, v němž Kateřina bydlí je celou noc sledován. Nikdo neviděl Ludvíka v noci z domu vyjít, když ale ráno policie vtrhla do Kateřinina bytu, našla v něm jen ji, ale jeho ne. Kateřina prohlásila, že neví, kdy Ludvík odešel, protože když se probudila, byl už pryč. Kateřina byla okamžitě zatčena.
Novinář NOVIN, bulvárního plátku, Tötges se okamžitě vydal do Kuiru, kde Kateřina vyrůstala a zjistil od místních vše o Kateřinině rodině - že její otec byl komunista, „matka ukradla mešní víno a se svými milenci pořádala v sakristii orgie“ (doopravdy se jednou opila mešním vínem společně s kostelníkem). Našel jejího bývalého manžela, který prohlásil, že pro ni chtěl jen to nejlepší, ale jí to nestačilo. Našel i její zaměstnavatele, manžele Blornovi, kteří byli zrovna na dovolené. Z jeho výroku, že je Kateřina „radikálně ochotná a inteligentní“, udělal, že Kateřina je „radikální“. Dále přišlo na přetřes, že Kateřina měla velmi často jakési „pánské návštěvy“, o nichž odmítá cokoli říci.
Dále NOVINY zveřejnily, že má Kateřina luxusní byt za 100 tisíc marek, na který by si rozhodně nemohla při svém platu vydělat, což jednoznačně znamená, že se podílela na Ludvíkově trestném činu. (Ve skutečnosti měla Kateřina na byt slevu, protože manželé Blornovi se podíleli na výstavbě činžovního domu, v němž se byt nacházel, a na zbytek si půjčila u banky).
Tötges také navštívil v nemocnici na smrt nemocnou Kateřininu matku. Zeptal se jí, co si o tom všem myslí. Řekla jenom: „Proč to tak muselo skončit, proč se to muselo stát?“ V NOVINÁCH bylo ale napsáno, že řekla: „Tak to muselo skončit, tak se to muselo stát.“ Nesoulad mezi těmito dvěma výroky Tötges vysvětlil tak, že je vždy připraven „poskytovat prostým lidem artikulační pomoc“. Následkem šoku z této návštěvy Kateřinina matka zemřela.
Ludvík byl nakonec nalezen v letním domě Aloise Sträublera. Alois Sträubler byl ona neznámá pánská návštěva, ovšem Kateřinou nechtěná. Vnutil jí tehdy klíče od svého letního domu v bláhové naději, že ho Kateřina navštíví. Když se Kateřina onoho rána, kdy u ní byl Ludvík, dozvěděla, že Ludvíka hledá policie, dala mu ten klíč, aby se tam schoval, a vysvětlila mu, jak se dostat nepozorován z domu větracími šachtami.
Kateřina si domluvila schůzku s Tötgesem pod záminkou, že mu poskytne exkluzivní rozhovor. Když se dostavil na smluvenou schůzku do jejího bytu, zastřelila ho.

## Česká vydání
- Ztracená čest Kateřiny Blumová aneb Jak vzniká násilí a kam může vést, překlad Vratislav Slezák, Odeon, 1987
- Die verlorene Ehre der Katharina Blum/Ztracená čest Kateřiny Blumové, překlad Vratislav Slezák, Garamond, 2008, dvojjazyčné vydání

## Filmové adaptace
- Ztracená čest Kateřiny Blumové - 1975